# Paralākhemundi
Paralākhemundi är en ort i Indien.   Den ligger i delstaten Andhra Pradesh, i den sydöstra delen av landet, 1 300 km sydost om huvudstaden New Delhi. Paralākhemundi ligger 116 meter över havet och antalet invånare är 42 991.
Terrängen runt Paralākhemundi är varierad. Runt Paralākhemundi är det ganska tätbefolkat, med 179 invånare per kvadratkilometer. Närmaste större samhälle är Parlākimidi, 1,2 km väster om Paralākhemundi. Omgivningarna runt Paralākhemundi är en mosaik av jordbruksmark och naturlig växtlighet.